# St. Jodokus (Saalhausen)

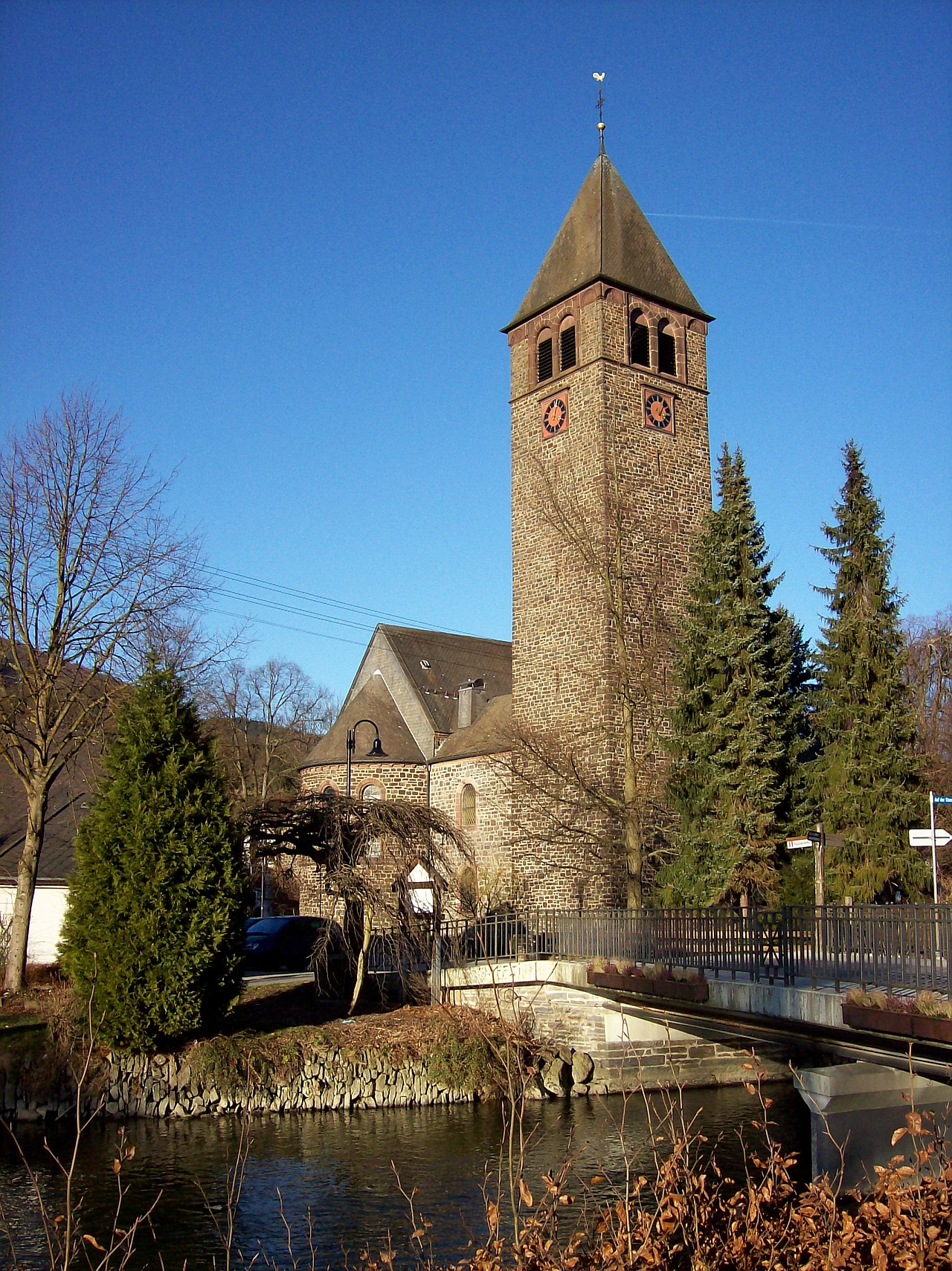
St. Jodokus

Die katholische Pfarrkirche St. Jodokus ist ein denkmalgeschütztes Kirchengebäude in Saalhausen, einem Ortsteil von Lennestadt im Kreis Olpe (Nordrhein-Westfalen).

## Geschichte und Architektur
Die erste Einrichtung eines Beneficiums erfolgte am 17. März 1781, Die Fundation der Stelle mit Einkünften erfolgte in den Jahren 1778–1780. Zu einer Filialgemeinde von Lenne, mit eigenem Geistlichen, wurde die Gemeinde 1781 erhoben. Die Erhebung zur Pfarrei erfolgte 1836 durch Bischof Friedrich Klemens.
Von dem kleinen, niedrigen, einschiffigen Gewölbebau des Übergangsstils von der Romanik zur Gotik ist das östliche Joch und der eingezogene Chor mit 5/8-Schluss erhalten. Der ehemalige Chor wird als Taufkapelle benutzt. Im alten Teil wurden spätgotische und frühbarocke Wandmalereien freigelegt. Die spätgotische Ausmalung aus der Zeit um 1480 besteht aus Rankendekor und figürlichen Darstellungen. Bei den frühbarocken Malereien handelt es sich um Fensterumrahmungen. Die gotische Mensa wurde wieder rekonstruiert. 1909 stand die unmittelbar an der Lenne stehende Kirche unter Wasser, sie wurde erheblich beschädigt und im selben Jahr abgerissen. Die Grundsteinlegung für das neue Gebäude erfolgte im Juni 1909. Im Oktober 1910 wurde die nach Plänen von Joseph Buchkremer gebaute Kirche von Bischof Karl Joseph Schulte eingeweiht. Der Turm ist 42 m hoch. Die neue Kirche ist etwa 20 × 26 m groß und eine dreischiffige neo-spätromanische Stufenhalle.

## Ausstattung

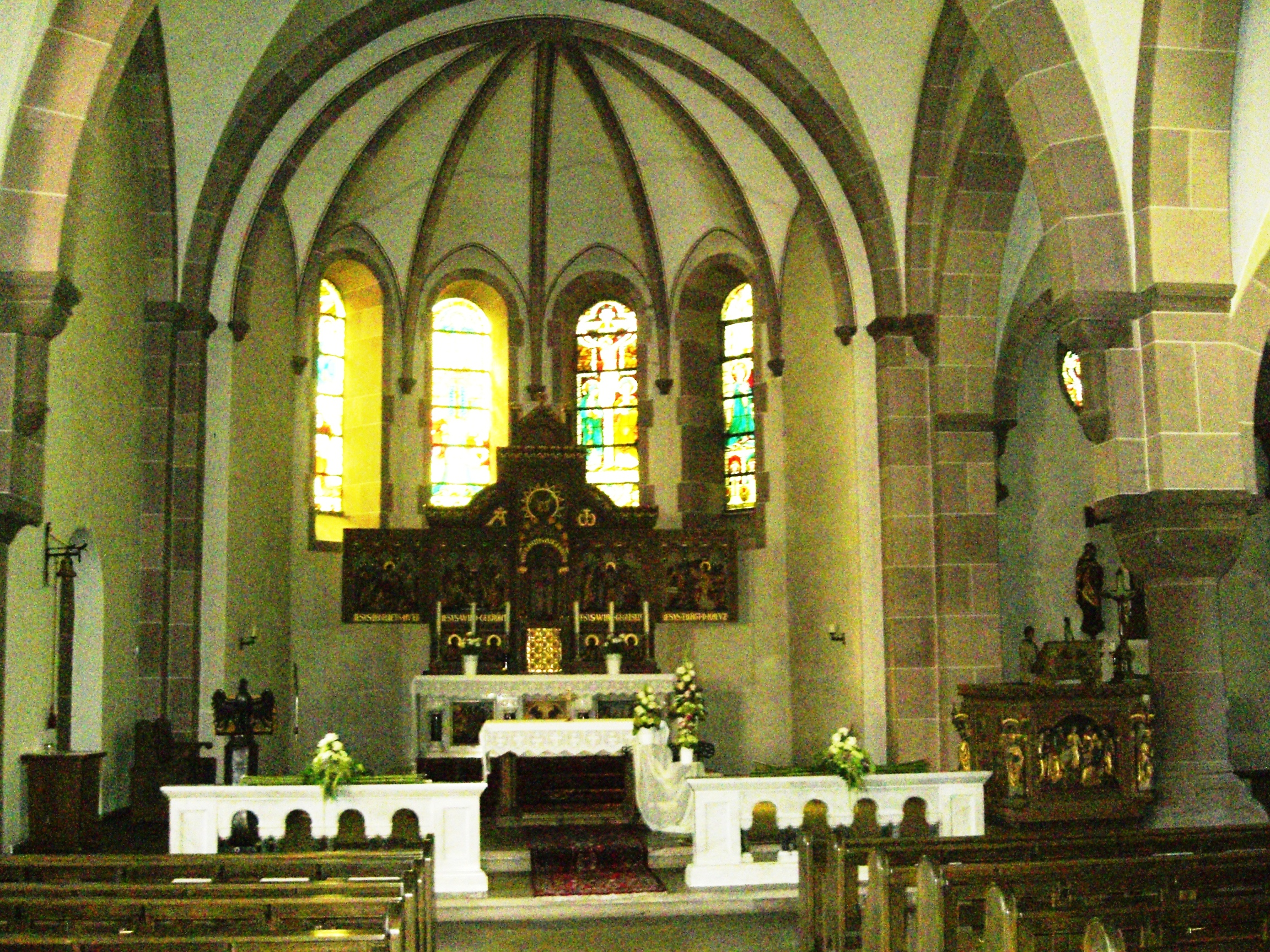
Hochaltar

Der Hochaltar stammt aus dem 18. Jahrhundert. Im Sockel aus weißem Marmor befinden sich Reliefs mit den alttestamentlichen Darstellungen des Opfers des Isaak und des Opfers des Melchisedech. In dem hölzernen Altarretabel sind Szenen aus dem Leiden Christi dargestellt: Geißelung, Dornenkrönung, Kreuztragung und die Begegnung Christi mit seiner Mutter Maria.
Die Seitenaltäre in handwerklicher Ausführung stammen vom 17. Jahrhundert. Die Kanzel wurde 1791 gebaut.
Eine bebilderte Dokumentation und Beschreibung der Kirchenfenster, des Grundrisses und der Innenansicht der Kirche befinden sich auf der Internetseite der Forschungsstelle Glasmalerei des 20. Jahrhunderts e.V.
Die Orgel wurde 1859 von dem Orgelbauer Franz Wilhelm Sonreck (1822–1900) erbaut, und 2009 von der Orgelbaufirma Krawinkel restauriert, wobei das Instrument erweitert wurde. Insbesondere erhielt das Instrument ein eigenständiges Pedalwerk, welches hinter dem Orgelgehäuse untergebracht wurde, und auch ein Schwellwerk. Das Instrument hat 28 Register auf drei Manualwerken und Pedal.
| I Gregorianisches Klavier C–f3 |                          |    |
| 1.                             | Gedacht (= Nr. 9)        | 8′ |
| 2.                             | Gambe (= Nr. 10)         | 8′ |
| 3.                             | Oktav (= Nr. 11)         | 4′ |
| 4.                             | Traversfloete (= Nr. 12) | 4′ |

| II Hauptwerk C–f3 |                    |     |
| 5.                | Bordun (Bass)      | 16′ |
| 6.                | Bordun (Diskant)   | 08′ |
| 7.                | Principal          | 08′ |
| 8.                | Salicional         | 08′ |
| 9.                | Gedact             | 08′ |
| 10.               | Gamba              | 08′ |
| 11.               | Octave             | 04′ |
| 12.               | Traversfloete      | 04′ |
| 13.               | Quinte             | 03′ |
| 14.               | Octave             | 02′ |
| 15.               | Trompete (Bass)    | 08′ |
| 16.               | Trompete (Diskant) | 08′ |

| III Schwellwerk C–f3 |              |       |
| 17.                  | Bordun       | 8′    |
| 18.                  | Salicional   | 8′    |
| 19.                  | Principal    | 4′    |
| 20.                  | Rohrflöte    | 4′    |
| 21.                  | Spitzflöte 0 | 2′    |
| 22.                  | Mixtur IV    | 1 ⁄3′ |
| 23.                  | Euphon       | 8′    |

| Pedalwerk C–f1 |           |     |
| 24.            | Violon    | 16′ |
| 25.            | Subbass 0 | 16′ |
| 26.            | Violon    | 08′ |
| 27.            | Bordun    | 08′ |
| 28.            | Posaune   | 16′ |